# Exchange-traded Note
Exchange-traded Notes (ETNs) sind börsengehandelte Inhaberschuldverschreibungen, die die Wertentwicklung eines zugrundegelegten Basiswerts eins zu eins nachbilden. Es handelt sich somit um eine Variante der Exchange-traded Products. Sie zählen zu den Delta-1-Instrumenten; der Anlagestil ist im Regelfall das Passive Management.
Ungedeckte ETNs werden in der Regel direkt aus der Bankbilanz des Emittenten begeben. Der Emittent selbst garantiert die Wertentwicklung, d. h. die Kosten für Swap-Vereinbarungen und die Kreditbesicherung entfallen. Dadurch entfällt auch der Nachbildungsfehler, die Wertentwicklung weicht also lediglich um die Höhe der ausgewiesenen Verwaltungsgebühr vom Basiswert ab. Allerdings geht der Investor ein unbesichertes Kreditrisiko gegenüber dem Emittenten ein, wobei für institutionelle Ordergrößen meistens ein tägliches Rückgaberecht zum Nettoinventarwert besteht und so praktisch nur ein „Übernachtkreditrisiko“ besteht. 
Bei ETN handelt es sich im Gegensatz zu ETFs nicht um Sondervermögen. Gedeckte ETNs können, ähnlich wie ETCs, durch die Hinterlegung des Basiswerts oder anderer Sicherheiten (beispielsweise Staatsanleihen) besichert sein. Auch die Höhe der Sicherung bestimmt der Emittent selbst.

## Geschichte
Begünstigt durch die US-amerikanische Steuergesetzgebung wurden die ersten ETNs im Jahr 2006 in den Vereinigten Staaten emittiert. In Europa wurden ETNs erstmals im Dezember 2009 von Barclays Capital auf der Handelsplattform Xetra der Deutsche Börse AG angeboten. Zu den wichtigsten Anbietern von ETNs und ETCs in Europa zählen iPath (Barclays Capital), ETF Securities, Source und db Exchange Traded Commodities. Im Juni 2020 startete die Deutsche Börse als weltweit erste Börse den Handel mit Krypto-ETNs.

## Unterschiede zu Zertifikaten
Auch wenn es sich bei ETNs rechtlich um Schuldverschreibungen handelt, gibt es einige Unterschiede zu Zertifikaten. Zum einen bilden ETNs immer exakt die Wertentwicklung des zugrunde liegenden Index ab. Zudem stützen unabhängige Market-Maker die Liquidität der ETNs, während bei Zertifikaten lediglich der Emittent den Handel gewährleistet. Im Unterschied zu Zertifikaten ist der Emittent von ETNs daher auch nicht am Spread, dem Handelsaufschlag, beteiligt. Bei ETNs profitieren Anleger von sehr engen Spreads, da mehrere unabhängige Market-Maker miteinander konkurrieren und so Wettbewerbspreise stellen. Ferner wird für ETNs fortlaufend ein indikativer Nettoinventarwert berechnet, anhand dessen Investoren die am Markt gestellten Kurse bewerten können. Letztlich sind bei ETNs Leerverkäufe möglich. Investoren können mit ihnen daher Short-Positionen einnehmen, während dies bei Zertifikaten nicht möglich ist.